# Acronicta marginata
Acronicta marginata är en fjärilsart som beskrevs av Lambert-Joseph-Louis Lambillion. Acronicta marginata ingår i släktet Acronicta och familjen nattflyn. Inga underarter finns listade i Catalogue of Life.